# Remiz coronatus
Remiz coronatus là một loài chim trong họ Remizidae.